# Zaireeka
Zaireeka – ósmy album zespołu The Flaming Lips. Jego tytuł to połączenie słów Zair i eureka. Jest to wydawnictwo eksperymentalne, gdzie 4 CD zawierające różne elementy utworów mają być grane jednocześnie tworząc jednolite kompozycje o znacznie bardziej rozbudowanym i eklektycznym brzmieniu niż te na wcześniejszych, osadzonym w typowym rockowym graniu płytach. Album wywołał wiele kontrowersji ze względu na swój format i trudności jakich nastręczał by można go było otworzyć (czyli potrzebowanie 4 różnych odtwarzaczy CD). Poza fanowskimi miksami w stereo, w internecie dostępny jest też fanowski miks w 5.1 na DVD. Zespół planuje wydać także swoją wersję DVD w przyszłości. Wersje stereo niektórych utworów ukazały się jako drugie strony singli z następnej płyty, The Soft Bulletin.

## Powstawanie albumu
Po odejściu gitarzysty Ronalda, Flaming Lips postanowili nauczyć się pracować na nowo i stworzyli ten oto studyjny eksperyment z producentem Dave'em Fridmannem. Początki albumu można znaleźć w serii koncertów z lat 1995-1996 znanych jako Parking Lot Experiment i Boom Box Experiment, gdzie zespół rozdawał dziesiątki kaset z różnymi elementami piosenek swoim fanom zebranym w jednym miejscu do odtworzenia jednocześnie w ich samochodowym stereo lub boomboxie tworząc coś w rodzaju kasetowej symfonii. Na początku Wayne chciał by album był wydany na 10 CD, ale wytwórnia się na to nie zgodziła. Jego marzenie zostało spełnione dekadę później, kiedy wydał promo DVD w miksem 5.1 z albumami 5-10 do puszczenia w tym samym czasie co reszta płyt.

## Lista Utworów
Utwory napisane przez Flaming Lips. Każde CD ma tę samą długość.
1. Okay I'll Admit That I Really Don't Understand (2:51)
2. Riding to Work in the Year 2025 (Your Invisible Now) (7:03)
3. Thirty-Five Thousand Feet of Despair (4:59)
4. A Machine in India (10:23)
5. The Train Runs over the Camel but Is Derailed by the Gnat (6:14)
6. How Will We Know? (Futuristic Crashendos) (2:23)
7. March of the Rotten Vegetables (6:28)
8. The Big Ol' Bug Is the New Baby Now (5:05)

## Skład grupy
- Wayne Coyne
- Steven Drozd
- Michael Ivins